# خوسيه دي ريفيرا
خوسيه دي ريفيرا (بالإنجليزية: José de Rivera)‏ هو نحات أمريكي، ولد في 18 سبتمبر 1904 في باتون روج في الولايات المتحدة، وتوفي في 12 مارس 1985 في نيويورك في الولايات المتحدة.